# پدینگتون (فیلم)
پدینگتون (به انگلیسی: Paddington) عنوان فیلمی ساخت کشور بریتانیا است؛ که در ۱۲ دسامبر ۲۰۱۴ اکران شد. کارگردان این فیلم پل کینگ و بازیگران آن هوگو بونوویل، سالی هاوکینز، نیکول کیدمن و جیم برودبنت می‌باشند. این فیلم بر اساس شخصیت خرس پدینگتون ساخته شده‌است.
در سال ۲۰۱۷ دنباله ی این فیلم به عنوان پدینگتون ۲ ساخته شد.

## داستان
در عمق جنگل‌های تاریک پرو، یک جغرافی‌دان به‌نام مونتگومری کلاید، خانواده‌ای از خرس‌های نیمه‌باهوش را پیدا می‌کند. او می‌فهمد که آن‌ها می‌توانند زبان انگلیسی یاد بگیرند و علاقهٔ شدید به مارمالاد دارند. سپس از آن‌ها می‌خواهد که به بریتانیا بروند. خرس‌ها به نام‌های لوسی و پاستوزو، با برادرزاده‌شان زندگی می‌کنند. یک روز، زمین‌لرزه‌ای باعث می‌شود به پناهگاهی در زیر زمین بروند. پاستوزو نمی‌تواند به پناهگاه برسد و ناپدید می‌شود. لوسی، برادرزاده‌شان را تشویق می‌کند به لندن برود تا خودش هم به خانهٔ سالمندان خرس‌ها برود.
خرس جوان به لندن می‌رسد، ولی نمی‌تواند خانه‌ای پیدا کند، تا این‌که خانوادهٔ براون، او را می‌برند و پدینگتون می‌نامند. هنری براون اصرار دارد که پدینگتون فقط یک شب با آن‌ها بماند. پدینگتون ماجراهایی در خانه ایجاد می‌کند و خانواده مجبور می‌شوند او را طرد کنند. او باور دارد که با تلاش می‌تواند به‌کمک مونتگومری کلاید، خانه‌ای پیدا کند. خانوادهٔ براون می‌فهمند کلاه پدینگتون (که متعلق به پاستوزو بوده) در واقع برای کلاید است و آن را به یک مغازهٔ عتیقه‌فروشی می‌برند تا مکان کلاید را پیدا کند.
در این زمان، یک تاکسیدرمیست به‌نام میلیسنت، حیوانات عجیب را می‌گیرد و در خانه‌ای در موزهٔ تاریخ طبیعی، پرشان می‌کند. وقتی از وجود پدینگتون آگاه می‌شود، سعی می‌کند به‌سرعت او را شکار کند. با کمک آقای براون، پدینگتون به آرشیوی با نام‌های "ام کلاید" می‌رسد و هر آدرس را ردیابی می‌کند. وقتی پدینگتون در خانه تنهاست، میلیسنت با همکاری همسایهٔ براون‌ها، رجینالد کری، وارد می‌شود و سعی می‌کند پدینگتون را بگیرد. اما در نهایت، فرار می‌کند و بخشی از خانه نیز آتش می‌گیرد. براون‌ها ماجرا را از زبان پدینگتون باور نمی‌کنند و تصمیم می‌گیرند او را در اسرع وقت به خانه‌ای جدید ببرند.
پدینگتون می‌رود و سعی می‌کند خودش مونتگومری کلاید را پیدا کند. نهایتاً می‌فهمد کلاید سال‌ها پیش مرده و میلیسنت در واقع دخترش است و می‌خواهد پولدار و معروف شود. میلیسنت، پدینگتون را می‌گیرد و او را برای تاکسیدرمی آماده می‌کند، ولی آقای کری به براون‌ها خبر می‌دهد. آن‌ها پدینگتون را سریع نجات می‌دهند.
در پایان، براون‌ها پدینگتون را به فرزندخواندگی می‌پذیرند و میلیسنت محکوم به خدمت اجتماعی در باغ وحش پتینگ می‌شود. پدینگتون در نامه‌ای به عمه لوسی می‌گوید که خوشحال است و بالاخره یک خانه پیدا کرده‌است.